# Apodanthera mathewsii
Apodanthera mathewsii là một loài thực vật có hoa trong họ Cucurbitaceae. Loài này được Arn. ex Hook. mô tả khoa học đầu tiên năm 1841.